# Kabát 2013–2015
Kabát 2013–2015 je třetí kompilační album české rockové skupiny Kabát. Multinosič obsahuje 3 DVD a 1 CD a vyšel 2. listopadu 2016 primárně v síti hypermarketů a prodejen Tesco.

## O albu
Album obsahuje záznam z vystoupení v pražské O2 areně v rámci turné s Pražským Big Bandem z roku 2013 a záznam z výročního koncertu na pražském Vypichu 2014. Jako bonus multinosič obsahuje poslední řadovou desku Do pekla/do nebe z roku 2015. Součástí této kompilace měla podle kapely být i nějaká nová a dosud nevydaná písnička, z tohoto plánu ovšem nakonec sešlo. Zároveň se jedná o nejrozsáhlejší komplet „nových“ nosičů v historii Kabátu.

## Obsazení
- Josef Vojtek – zpěv
- Milan Špalek – baskytara, zpěv
- Ota Váňa – kytara
- Tomáš Krulich – kytara
- Radek Hurčík – bicí

### Hosté
- Alice Kodýtková – housle